# 御神酒頂戴式
御神酒頂戴式（おみきちょうだいしき）は、栃木県芳賀郡益子町の八坂神社に江戸時代から伝わる「益子祇園祭」の2日目（中日）である7月24日に「当番町引き継ぎ式」として行われる神事の一つである。

## 概要
栃木県日光市輪王寺の「強飯式」を代表とする、栃木県に多く存在する「強飯習俗」の一種であり、酒を飲む事を強いる強飯習俗は数は多くないものの他にも存在するが、その中でも稀な「本物のお酒を大量に目一杯飲むことを強いる神事」であることから、栃木県下における数ある強飯習俗の中でも圧巻と評され、「関東三大奇祭」の一つとされることもある。
益子祇園祭の祭禮記録によると宝永2年（1705年）に、益子で疫病が流行った際に、疫病退散を祈り、牛頭天王を祭ったことから始まった「益子祇園祭」と同じ由来を持つ伝統行事である。
明和3年（1766年）に、当時の領主であった黒羽藩から益子村の町衆に酒が贈られたのが起源である、と言われている。
昔は陰暦に基づいて祭事が行われ、祭礼初日の陰暦6月23日に氏子一同に神酒が賜り、当番引き継ぎには、当時の一年の日数に合わせた三升六合入りの大杯を用いて神酒を賜った。
戦時中の酒の入手が難しかった時期に一時中断されてはいたが、それ以外は毎年斎行されていたと言われている。
現在では五穀豊穣、無病息災、家内安全を祈りながら神事が執り行われる。
かなり古くから毎年7月25日付の下野新聞に記事が載る、益子焼よりも有名な「栃木県益子町の真夏の名物奇祭」扱いとなっていた。
1985年（昭和60年）2月15日に「八坂神社御神酒頂戴式」の名称で益子町指定無形民俗文化財に指定された。
2019年（令和元年）末から発生した新型コロナ禍の影響により益子祇園祭が縮小斎行されてしまい、御神酒頂戴式も中止となった。そして2022年（令和4年）7月24日、新型コロナ対策で儀式内容を大幅に縮小変更された形になったが、御神酒頂戴式が3年ぶりに斎行された。

## 儀式内容

### 式のしきたり
儀式は毎年7月23日から25日の3日間、八坂神社の祭礼として行われる益子祇園祭の2日目（中日）・7月24日に行われる。
当番の町の家屋を儀式会場としているため、当番町の代表の自宅であったり公民館であったりその年により儀式会場が変わる。1971年（昭和46年）には益子焼の陶芸家・佐久間藤太郎宅で神事が執り行われ、2023年（令和5年）には、当番町であった城内町の益子焼販売店である「陶庫」のお座敷の一つである和室ギャラリーの一室で行われた
。
儀式は女人禁制であり、紅白の幕としめ縄を張り巡らされた中の、男性のみの座敷で儀式は行われる。但し1971年（昭和46年）には当時日本陶芸展で文部大臣賞を受賞し一躍有名になっていたゲルト・クナッパーが参加したり、2000年（平成12年）には、当時益子町道祖土に住んでいたオーストラリア人陶芸家のユアン・クレイグも参加するなど、「益子町の住民で男性であるなら誰でも参加出来る」。また「しめ縄の中に入らなければ」女性でも神事の見学が可能である。
ちなみに1953年（昭和28年）には第二次世界大戦を挟んで19年ぶりに来日し、日本各地を訪問し益子にも訪れ皆川マスなどの様々な人々と交友し作陶もした濱田庄司の盟友・バーナード・リーチが益子祇園祭を見物していた際に、益子町の人たちに「見つかってしまい」、式の輪の中に引っ張りこまれ誘われるがままに「御神酒頂戴式」に参加させられたこともある。
式では当番町と、翌年の当番町の代表の他、他の四町の氏子役員も参加し、お酒を振る舞われる接待を受けることになる。
正面に神主と、紋付き羽織で身を正した祭総大長と各町自治会長が並び、左右両側に翌年度の当番町の組の者たち、そして背後には今年度の当番町の者たちが、ぐるりと部屋を取り囲む。
そして部屋の中ほどに、三方に載せられた大杯と、酒の肴、これは塩、土浦の煮干し、そしてきゅうりの塩揉みが定番となっている、が盛られた大皿が置かれる。

### 一番座敷
式は当番町の祭総大長の司会で進められる。まずは神主と自治会長の挨拶にから始まり、若衆の打つ太鼓の音から、まずは「一番座敷」として「当番町引き継ぎの儀式」が始まる。
祭総大長の挨拶から、宮司以下の立会人全員に、清めの冷酒が振る舞われる。
そしてまずは今年度の当番町の者たちから「御神酒頂戴式」が始まる。
法被姿の若衆2人が益子焼の瓶子／注瓶から1つ目の大杯へとなみなみと燗の酒を注ぐ。
大杯には1年365日になぞらえた3升6合5勺（6.5リットル）の酒が入るものであり、注がれた燗酒を「いただきます」と挨拶してから当番町の自治会長から飲み始める。当番町の場合は役員含めて総勢11名で交代に飲む。途中から若衆も手伝いに入り、何人で手伝ってもいいことになっている。そして頃合いを見計らって祭総大長の「翌年の当番町も待っていることでしょうから」の助けの言葉が掛けられ「一杯目が済んだこと」になる。
そして法被姿の若衆が2つ目の大杯に燗酒を注ぎ、「今年度当番町の2杯めの御神酒頂戴式」となる。2杯目は「本当に全部飲み干さなければならず」、今年度当番町の代表や若衆が入れ代わり立ち代わり燗酒を飲み続ける。なお御神酒頂戴式の最中には大杯には杯が大き過ぎるためか、杯に手を触れることは許されず、一度大杯に手を触れたなら、その杯は全て飲み干さないといけないしきたりとなっている。そのため両手を床に付き、大杯に顔を近づけて、口を付けて御神酒を吸い上げながら燗酒を飲み続けることになる。そのため時によっては3人が同時に大杯に口を付けて飲む光景が出る始末となる。
そして最後に飲み干す代表者、この場合は当番町の当屋となる自治会長が1人だけ大杯を持つことが許され、残った燗酒を飲み干した後、頭の上に逆さにした杯を掲げて「杯被り」を行い、「御馳走様でした」と「今年度当番町の御神酒頂戴式」の終わりを告げる。
そしてしばらく間を置いた後、引き続き「一番座敷」の「翌年度の当番町：受番の御神酒頂戴式」が行われる。
式次第の開始時は当番町の時と同じであり、宮司以下に冷酒を振る舞い座を清め、法被姿の若衆が大杯に燗酒を注ぎ、祭総大長の「それではどうぞ」の掛け声と共に、「翌年度当番町の御神酒頂戴式」が始まる。
ところが翌年度の当番町の場合、10人のみの役員で加勢は一切無しで、3杯の大杯の燗酒を飲み干さなければならない。
式場中の祭り関係者の声援を受けながら、3杯の大杯燗酒を飲み続け、2人、3人、4人と大杯を囲みながら飲み続け、しまいには10人で円陣を組みながら大杯を囲み飲み続け、最初の堅苦しい厳かな空気はどこへやら。宴会な雰囲気へと移り変わっていきながら、3杯の大杯を飲み干すまで飲み続ける。
そして翌年度の当番町の当屋となる自治会長が3杯目の大杯の燗酒を飲み干し「杯被り」を行うと、一斉に拍手と歓声が沸き起こり、太鼓が打ち鳴らされて「今年度当番町と翌年度の当番町の」御神酒頂戴式が終了する。
ちなみにさすがの酒豪たちも、7月の猛暑の中での熱燗酒責めは堪えていたようで、1杯半や1杯での「ごかんべん」も許されていた。

### 二番座敷、三番座敷
次いで、「二番座敷」「三番座敷」と称し、他の益子町の各町の役員に対しても1人ずつ一杯の燗酒が振る舞われる。こちらも一杯につき三合は入るお椀に燗酒がなみなみと注がれるので、飲み干すのは至難の業である。
こうして「二番座敷」「三番座敷」を終え、「益子祇園祭の御神酒頂戴式」は全て終了となる。
この怒涛なまでの大酒を目一杯振る舞い、飲むことを強いられて、身体を張って大酒を飲み干し、神事をやり遂げる様が「奇祭」と呼ばれる所以となっている。

## 新型コロナ禍の影響
2019年（令和元年）末から発生した新型コロナ禍の影響により、2020年（令和2年）と2021年（令和3年）は御神酒頂戴式が中止された。そして2022年（令和4年）7月24日に再開された。
そして現在、新型コロナ対策を取るために、御神酒頂戴式の大酒を振る舞う一連の式次第は大幅に簡略化されている。